# 蔓茎蓝钟花
蔓茎蓝钟花（学名：Cyananthus incanus var. decumbens）为桔梗科蓝钟花属下的一个变种。

## 扩展阅读
- 維基物種上的相關：蔓茎蓝钟花